# Condensación aciloínica
La Condensación aciloínica es un acoplamiento (o copulación) reductivo de dos ésteres utilizando sodio metálico para dar como producto una α-hidroxicetona, (aciloína).
La reacción es más viable cuando el grupo R es alifático. Para lograr la reacción, se debe llevar a cabo en un solvente aprótico con alto punto de ebullición, tales como benceno o tolueno. (El uso de solventes próticos conlleva a la reducción de Bouveault-Blanc.) Dependiendo del tamaño del anillo y las propiedades conformacionales y estéricas, la condensación aciloínica de diésteres favorece la reacción intramolecular, formando aciloínas endocíclicas. 

## Mecanismo
El mecanismo consiste en cuatro pasos:
(1) Ionización oxidativa de dos átomos de sodio sobre la doble ligadura de dos moléculas de éster.
(2) Condensación por radicales libres entre dos moléculas del derivado homolítico del éster (Una reacción tipo Würtz). Posteriormente se llevan a cabo ambas eliminaciones del grupo alcoxilo, produciendo una 1,2-dicetona.
(3) Ionización oxidativa de dos átomos de sodio en ambos dobles enlaces de la dicetona. El resultado es el enodiolato disódico.
(4) Neutralización con agua para formar el enodiol, el cual tautomeriza a la aciloína.

## Variaciones

### Método de Rühlmann
El método de acuerdo a Rühlmann utiliza trimetilclorosilano como trampa química; de este modo, las reacciones en competencia son fácilmente abatidas, por lo que el rendimiento aumenta. La ruptura hidrolítica del sililéter da como producto la aciloína. Para lograr una ruptura moderada se puede utilizar metanol.
Usualmente se utilizan tolueno, dioxano, tetrahidrofurano o dialquil éteres acíclicos como solventes. 